# Stufen-Posthornschnecke
Die Stufen-Posthornschnecke (Planorbella scalaris, Syn.: Helisoma scalare) ist eine Wasserlungenschnecke (Basommatophora) und gehört zur Familie der Tellerschnecken (Planorbidae). Die Art wurde 1839 von John Clarkson Jay als Paludina scalaris erstmals aus den Everglades Floridas beschrieben.

## Merkmale
Das Gehäuse ist linksgewunden und wird circa 10 bis 12 mm lang und knapp 10 mm breit. Es umfasst drei bis dreieinhalb deutlich voneinander abgesetzte Umgänge, wovon der letzte deutlich größer ist. Die namensgebenden Stufen bestehen aus den ersten beiden Umgängen. Auch der englische Trivialname mesa ramshorn (mesa = Tafelberg, Tisch) verweist auf die charakteristische Gehäusespitze, die an abgerundete Stufen erinnert. Diese ist bereits bei frisch geschlüpften Tieren ausgeprägt und schon nach etwa einer Woche bei Embryonen erkennbar.
Die Gehäusefarbe variiert von schwarz über braun und rotbraun bis zu hornfarben. Da das Gehäuse sehr dünn ist, scheint der Mantel stellenweise hindurch und es sind teilweise innere Organe erkennbar. Der Weichkörper kann eine dunkelgraue über hellbraune bis zu dunkelrote Farbe haben und weist zahlreiche helle Sprenkel auf. Die rote Färbung entsteht durch Hämoglobin.
Albinos kommen ebenfalls vor.
Die Schnecken haben lange, gerade Fühler, an deren Basis die Augen sitzen.

## Lebensraum und Verbreitung
Ursprünglich stammt die Planorbella scalaris aus pflanzenreichen Sümpfen und Seen Mittel- bis Südfloridas. Inzwischen findet man sie auch in Indien, Südafrika, Südamerika, in Südeuropa und auf den Karibischen Inseln. Bei manchen Fundorten fehlen jedoch abschließende Beweise, ob es sich tatsächlich um P. scalaris handelt. Eine Verwechselung mit P. duryi forma seminole ist denkbar.

## Fortpflanzung
Die Tiere sind Zwitter und befruchten sich gegenseitig. Paarungen können viele Stunden dauern, wobei sich die Schnecken weiter fortbewegen. Wenige Tage nach der Paarung verteilen sie gallertartige Gelege an Pflanzen, Wurzeln und Steinen, im Aquarium entsprechend auch an der Scheibe oder an sonstigen Einrichtungsgegenständen. Die Gelege sind zunächst farblos und verfärben sich über die Entwicklungsdauer hellbraun, bleiben aber klar. Sie enthalten durchschnittlich etwa 15 bis 20 Eier, die spiralförmig angeordnet sind. Es wurden auch schon knapp 40 Eier in einem Gelege gezählt. Die Gelegegröße wird von der Größe der Schnecke selbst, aber auch von äußeren Faktoren wie dem Nahrungsangebot bestimmt. Die vollständig entwickelten Schnecken schlüpfen je nach Temperatur nach ein bis zwei Wochen.

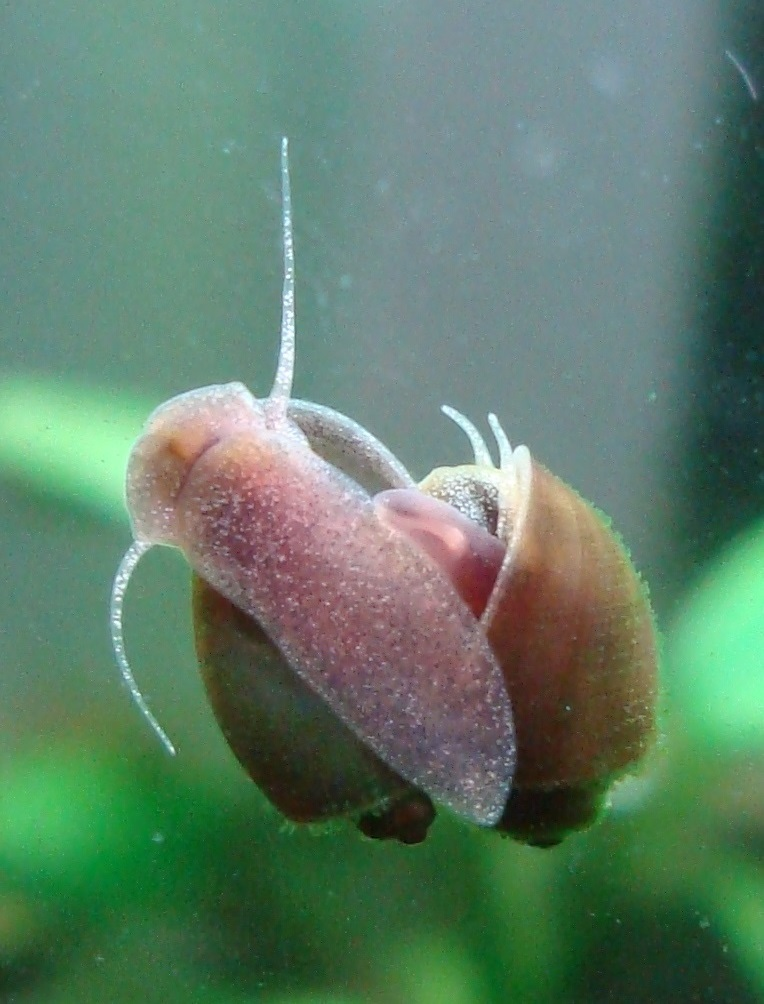
Paarung der P. scalaris: Der Penis ist deutlich erkennbar.

## Haltung im Aquarium
Die Planorbella scalaris ist eine eher unbekannte und seltene Schnecke im Aquarium. Sie ist konkurrenzschwach und wird so leicht durch andere verbreitete Aquarienschnecken wie z. B. Planorbella duryi oder Physa fontinalis verdrängt.
Sie kann ab einer Aquariengröße von etwa 10 Litern gehalten werden. Der pH-Wert sollte zwischen 6,5 und 8 liegen. Die Wasserhärte kann von weich bis hart reichen, allerdings sollte ggf. auf eine ausreichende Calciumversorgung geachtet werden, um Gehäuseschäden zu vermeiden.
Die Temperatur kann zwischen 18 und 30 °C liegen, jedoch verkürzen hohe Temperaturen die Lebenserwartung der Tiere, die vermutlich bei etwa ein bis zwei Jahren liegt.
Neben Algen, Aufwuchs und abgestorbenen Pflanzenteilen werden vereinzelt auch weichblättrige Aquarienpflanzen angefressen. Beobachtet wurde dies an Rotala sp., aber auch an Wurzelspitzen von Anubias sp. Braunes Walnusslaub ist schon bei sehr kleinen Schnecken eine beliebte Futterquelle. Ebenso wird Futter für Fische, Garnelen etc. von größeren Schnecken gerne angenommen.

## Wissenswertes und Besonderheiten
Gelegentlich suchen einzelne Schnecken die Wasseroberfläche auf, um dort Luft zu holen. Dabei entsteht manchmal ein schmatzendes Geräusch. Dieses Verhalten ist auch bei anderen Wasserlungenschnecken beobachtet worden. Teilweise nutzen sie dann auch die Oberflächenspannung, um unterhalb der Wasseroberfläche entlang zu kriechen und Partikel von der Oberfläche zu fressen.
Sie sind auch in der Lage, sich an Schleimfäden durchs Wasser gleiten zu lassen.
Da das Gehäuse relativ dünn ist und der letzte Umgang sehr weit, sind innere Organe der Schnecken recht gut erkennbar. Bei großer Aktivität und auch bei Sauerstoffmangel sieht man z. B. die akzessorischen Kiemen auf der linken Körperseite. Dort sind manchmal auch Teile der Genitalien sichtbar.
Gelegentlich ist auch eine Luftblase unter dem Gehäuse erkennbar.

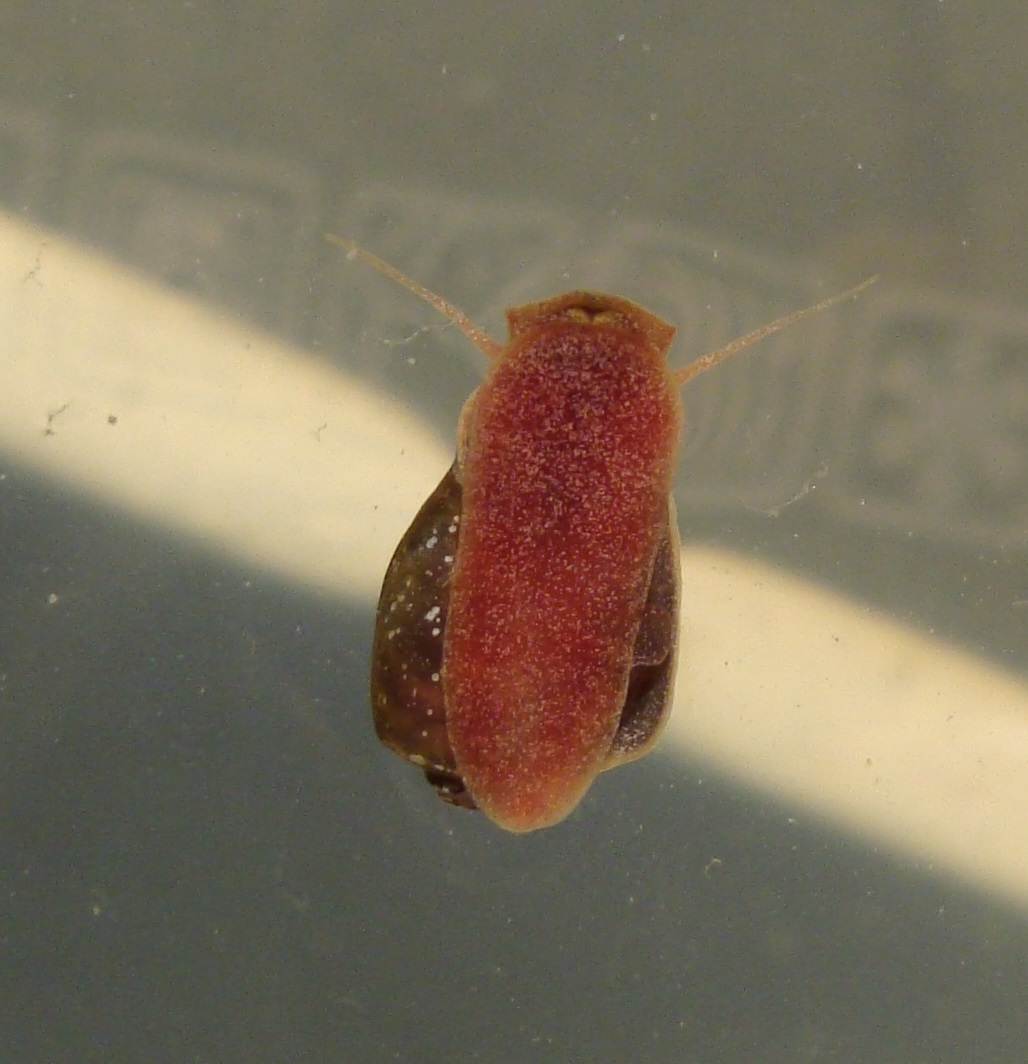
P. scalaris gleitet unterhalb der Wasseroberfläche entlang.
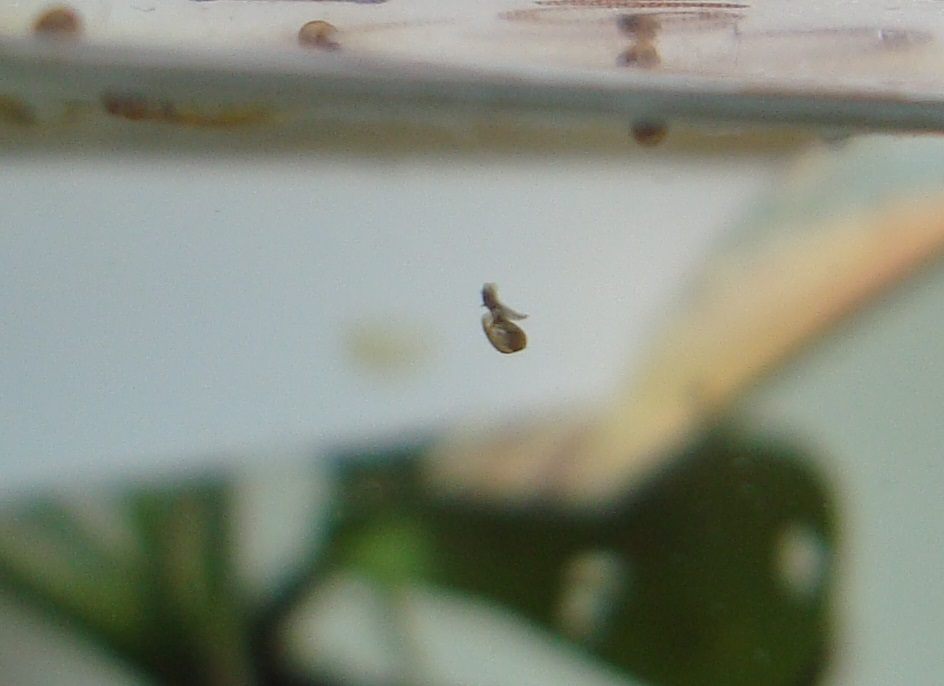
P. scalaris Jungtier gleitet an einem Schleimfaden durchs Wasser.
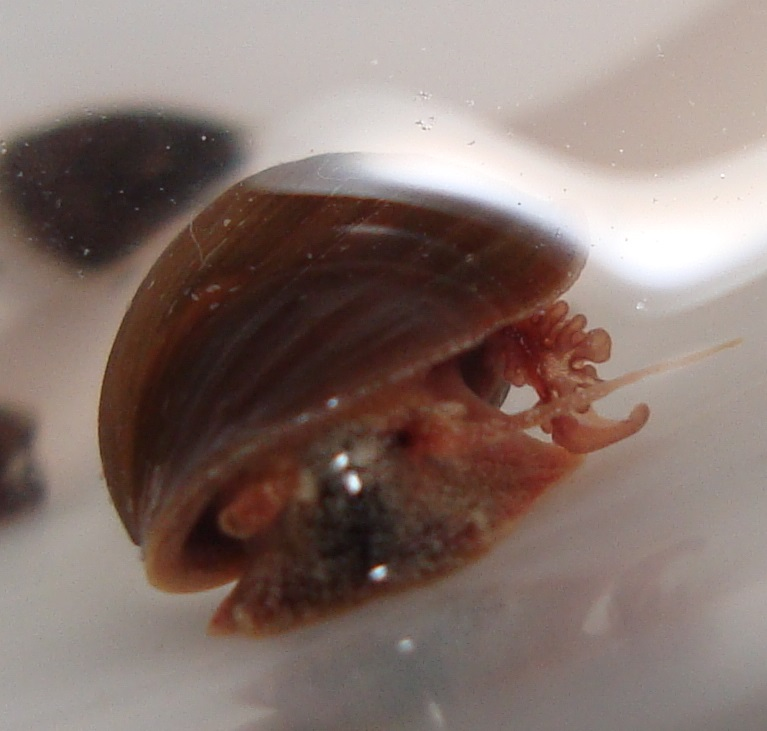
Sekundäre Kieme bei P. scalaris
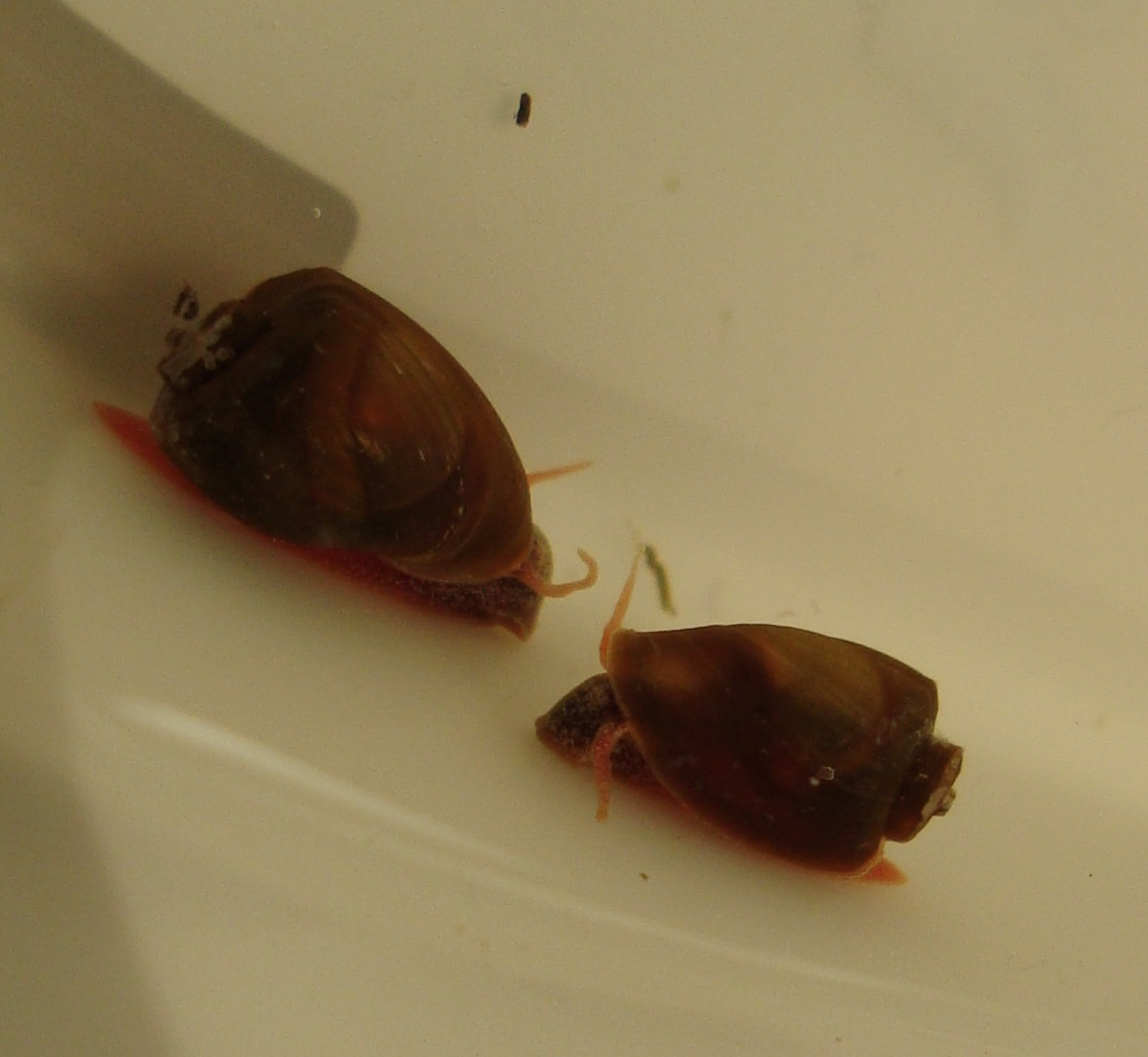
Luftblasen unter der Gehäuseoberfläche bei P. scalaris